# Emi Nishimura
Emi K. Nishimura (japanisch 西村 栄美 Nishimura Emi) ist eine japanische Biologin und Professorin für Alterung und Regeneration an der Universität von Tokio. Ihre Forschung befasst sich mit den molekularen Mechanismen, die dem Altern zugrunde liegen. Im Jahr 2022 wurde sie zum Fellow der National Academy of Sciences gewählt.

## Jugend und Ausbildung
Nishimura interessiere sich seit der Mittel- und Oberschule für Biologie. Sie wählte das Medizinstudium, weil sie alltägliche Phänomene verstehen wollte. So entstand ihr Wunsch, durch Grundlagenforschung zum Verständnis und zur Behandlung von Krankheiten beitragen zu können. Nishimura studierte 1988 bis 1994 an der Shiga University of Medical Science und schloss mit einem Master ab. 1994 war sie Assistenzärztin in der Abteilung für Dermatologie am Kurashiki Krankenhaus und war als Forschende an der Universität Kyōto tätig. Während des Graduiertenstudiums forschte sie über die Entwicklung von Pigmentzellen. Sie identifiziere Pigmentzellstammzellen und untersuchte die Mechanismen, die Stammzellen erhalten und kontrollieren, sowie ihre Beziehung zu den Mechanismen des Alterns und der Krebsentstehung. Gleichzeitig versuchte sie ständig durch Versuch und Irrtum herauszufinden, wie sie einen guten Job bekommt. Samstags und sonntags verbrachte sie jeweils einen halben Tag mit Recherchen, um sich einen Aufenthalt im Ausland zu ermöglichen. Nach ihrer Promotion an der Universität Kyoto 2000 wechselte sie 2001 an die Harvard Medical School, wo sie als Postdoktorandin bei David Fisher forschte.  2003 wurde Nishimura Außerordentliche Professorin am Creative Research Institute “Sousei” (CRIS) an der Universität Hokkaidō. 2006 wurde sie Professorin im Krebsforschungsinstitut der Universität Kanazawa.

## Forschung und Karriere
2009 wechselte Nishimura in die Abteilung für Stammzellbiologie im Medizinischen Forschungsinstitut der Medizinischen und zahnmedizinischen Universität Tokio. Ihre Forschung beschäftigt sich mit der Wissenschaft des Alterns. Nishimura untersuchte die Stammzellen in den Haarfollikeln und zeigte, dass sie sich, wenn sie durch das Alter geschädigt werden, in Haut verwandeln, was schließlich dazu führt, dass die Haarfollikel schrumpfen. Die Regeneration der Haarfollikel-Stammzellen ist ein zyklischer Prozess, bei dem sie aktive und ruhende Phasen durchlaufen. Sie zeigte, dass bestimmte Krebsarten in den Haarfollikel-Stammzellen beginnen können. Diese krebsartigen Pigmentstammzellen können aus den Follikeln auswandern und auf der Hautoberfläche Melanome bilden.
Im Jahr 2021 zeigte Nishimura, dass Stammzellen in der Haut wichtig für die Regeneration sind. Hautstammzellen (Keratinozyten-Stammzellen) fördern die Reepithelisierung (Wundheilung), und ältere Stammzellen sind weniger mobil. Ihre Arbeit zeigte, dass in älteren Stammzellen der Rezeptor für den epidermalen Wachstumsfaktor vermindert ist, was zu einem Abbau von COL17A1 führt. Sie zeigte, dass COL17A1 die Bewegungen von Stammzellen in Richtung Wunde koordiniert.
2021 wurde Nishimura Professorin in der Abteilung für Alterung und Regeneration am Institut für medizinische Wissenschaft der Universität Tokio.

## Auszeichnungen und Ehrungen
- 2002 Shiseido Award[2]
- 2012 Ogawa-Seiji Award[2]
- 2012 8th Japan Academy Medal Prize[8]
- 2014 CHANEL-CE.R.I.E.S. Research Award[9]
- 2017 International Federation of Pigment Cell Societies Myron Gordon Award[10][11]
- 2022 Elected Fellow of the National Academy of Sciences[12][13]

## Veröffentlichungen (Auswahl)
- Emi K Nishimura, Siobhán A Jordan, Hideo Oshima, et al.: Dominant role of the niche in melanocyte stem-cell fate determination. In: Nature. Band 416, Nr. 6883, 1. April 2002, ISSN 1476-4687, S. 854–860, doi:10.1038/416854A, PMID 11976685, bibcode:2002Natur.416..854N (englisch).
- Emi K. Nishimura, Scott R. Granter, David E. Fisher: Mechanisms of hair graying: incomplete melanocyte stem cell maintenance in the niche. In: Science. Band 307, Nr. 5710, 3. Dezember 2004, ISSN 0036-8075, S. 720–724, doi:10.1126/SCIENCE.1099593, PMID 15618488, bibcode:2005Sci...307..720N (englisch).
- Melanocyte stem cells: a melanocyte reservoir in hair follicles for hair and skin pigmentation. In: Pigment Cell & Melanoma Research. Band 24, Nr. 3, 5. Mai 2011, ISSN 1755-1471, S. 401–410, doi:10.1111/J.1755-148X.2011.00855.X, PMID 21466661 (englisch).